# Selin Demiratar
Selin Demiratar (Erzincan, 20 maart 1973) is een Turks actrice.

## Actrice
Selin Demiratar deed een opleiding voor acteren op de Antalya stadsschouwburg. In 2001 begon ze met acteren. Ze vertolkte de rol van Burcu in de populaire tv-serie 90-60-90. Na deze populaire tv-serie volgden er nog verschillende films en tv-series. Tussen 2005 en 2007 speelde zij ook in Aci Hayat, een serie die in Turkije, in de Balkan en in het Midden-Oosten werd uitgezonden.

## Privé
Demiratar had twee jaar lang een relatie met acteur Mehmet Akif Alakurt. In 2010 ging het stel uit elkaar.